# Нисимура, Сёити
Сёити Нисимура (яп. 西邑 昌一 Нисимура Сё:ити, 18 апреля 1912, Хиого — 22 марта 1998, Акаси, Хиого) — японский футболист.

## Клубная карьера
На протяжении своей футбольной карьеры выступал за клуб университета Kwansei Gakuin.

## Карьера в сборной
В 1934 году сыграл за национальную сборную Японии два матча, в которых забил один гол. Также был в составе сборной на Олимпийских играх 1936 года.